# Teoretyczne pierwiastki Mendelejewa
Teoretyczne pierwiastki Mendelejewa lub pierwiastki przewidziane przez Mendelejewa (potocznie pierwiastki Mendelejewa, pierwiastki „eka” lub ekapierwiastki) – cztery hipotetyczne pierwiastki chemiczne, przewidziane przez Dimitrija Mendelejewa w latach 1869–1871. Zostały one wprowadzone tymczasowo do układu okresowego aby zapewnić jego zgodność zgodnie z prawem okresowości Mendelejewa. Mendelejew przewidywał, że każdy z eka-pierwiastków zostanie zastąpiony przez wykryty w przyszłości rzeczywisty pierwiastek.
Dla pierwszej wersji układu okresowego z 1869 roku Mendelejew wprowadził trzy pierwiastki teoretyczne:
- eka-bor (eka-boron, oznaczenie Eb, pierwiastek 21, w 1897 r. został zastąpiony przez skand)[3][4],
- eka-glin (eka-aluminium, oznaczenie Ea lub El, pierwiastek 31, w 1875 r. zastąpiony przez gal)[5],
- eka-krzem (eka-silicon, oznaczenie Es, pierwiastek 32, zastąpiony przez odkryty w 1886 r. german)[6][7].

Pomiędzy 1869 a 1871 r. wprowadzony został również czwarty pierwiastek teoretyczny:
- eka-mangan (eka-manganese, oznaczenie Em, pierwiastek 43, który zastąpiony został początkowo pierwiastkiem o nazwie masurium a finalnie technetem[8]).

W pierwotnej wersji układu miejsce 43 mógł zajmować pierwiastek znany wówczas jako pelopium, błędnie odkryty w 1847 r. przez w Heinricha Rosego, który okazał się być stopem niobu i tantalu. W dalszych wersjach w miejsce pelopium został wprowadzony eka-mangan. Następnie został on zastąpiony przez pierwiastek davyum, błędnie odkryty przez Serge’a Kerna w 1877 roku, który okazał się być stopem irydu, rodu i żelaza.

## Pozostałe pierwiastki przewidywane przez Mendelejewa
Niektóre źródła podają informację, że przewidzianych przez Mendelejewa pierwiastków było siedem lub osiem, uwzględniając w zależności od źródła, puste miejsca dla pierwiastków 72, 75, 84, 85 i 91.
Mendelejew przewidywał istnienie pierwiastka 72, za który początkowo błędnie uznano odkryty w 1803 roku cer. Przewidywany pierwiastek 72 w 1909 roku błędnie odkryto i nazwano celtium a w 1923 r. został ostatecznie zidentyfikowany jako hafn.
Mendelejew przewidywał również istnienie pierwiastka 75 pomiędzy wolframem a osmem, który ostatecznie został w 1925 roku nazwany renem. Jednak w tym przypadku przewidywane właściwości były błędne lub niepełne ponieważ nieznany był pierwiastek 43. Formalnie w układzie zaproponowanym przez Mendelejewa znalazło się miejsce na pierwiastki 6 okresu o liczbach atomowych 84 i 85, jednak odpowiadające im pierwiastki teoretyczne były określone błędnie, ze względu na błędy w samym układzie okresowym. W 1871 r. Mendelejew przewidywał istnienie pierwiastka pomiędzy torem a uranem, który został wykryty w 1918 r. i nazwany proaktynem.
Do roku 1915 zaproponowano kolejne eka-pierwiastki: eka-jod (astat) i eka-cez (frans), a także uznano, że istnieje nieodkryty pierwiastek pomiędzy neodymem a samarem (uzyskany w 1945 r. pierwiastek promet).
W czasie gdy Mendelejew tworzył układ okresowy, znany był pierwiastek 57 (lantan). Mendelejew przewidywał jednak istnienie w jego miejsce pierwiastka o innych właściwościach, zgodnych z właściwościami pierwiastka 71, który został w 1907 roku zidentyfikowany jako cassiopeium (od 1909 roku znany jest pod nazwą lutet). Błąd wynikał z tego, że Mendelejew nie założył istnienia bloku f.

## Nazewnictwo i stosowane przedrostki
Mendelejew zaproponował, aby teoretycznym pierwiastkom nadawać nazwy korzystając z nazwy znanego pierwiastka oraz z przedrostka eka-, dwi- (finalnie dvi-) lub tri-, w zależności od tego czy zaproponowany pierwiastek znajdował się w o jedno, dwa lub trzy miejsca poniżej znanego pierwiastka w tablicy jego autorstwa. W ten sposób na przykład w miejsce pierwiastka 32, przed jego wyizolowaniem w 1886 roku i nadaniem mu nazwy german, zajmował teoretyczny pierwiastek eka-krzem (łac. eka-silicon, oznaczenie Es).
Zaproponowane przedrostki zostały zaczerpnięte z sanskrytu, gdzie oznaczają liczebniki, kolejno: jeden, dwa i trzy. Do momentu śmierci Mendelejewa, on i inni naukowcy w porozumieniu z nim zaproponowali inne pierwiastki teoretyczne (dziesięć pierwiastków, licząc eka-mangan), z których dziewięć posiadało nazwy z przedrostkiem „eka”. Oprócz tych zaproponowanych w 1871 r. były to odpowiedniki pozostałych pierwiastków, przewidywanych przez Mendelejewa: eka-cyrkon (hafn), eka-tantal (proaktyn), eka-tellur, eka-jod i eka-cez (frans). Jeden posiadał w nazwie „dvi”, był to dvi-mangan, zastąpiony w 1925 r. przez ren.
Prefiks „eka” był lub jest nadal używany w odniesieniu do nowych pierwiastków, choć zatwierdzona przez IUPAC metoda nazewnictwa tymczasowego opiera się na liczbie atomowej pierwiastka. Za niepoprawne lub nieobowiązujące zostały również uznane oryginalne nazwy pierwiastków teoretycznych zaproponowane przez Mendelejewa, ponieważ w innym przypadku wystąpiłby konflikt oznaczenia: oznaczenie „Es” byłoby zastosowane zarówno dla eka-krzemu jak i dla einsteinu (pierwiastka 99).
W oryginalnej pisowni Mendelejew zaproponował zapis przedrostków łącznie z nazwami czyli ekabor, oryginalnie ros. экаборъ. Analogicznie zostały nazwane pozostałe pierwiastki teoretyczne: экаалюминій, экамарганецъ, oraz экасилицій (zapis łączny). Obecnie w większości materiałów znajduje się zaczerpnięty z publikacji zachodnioeuropejskich zapis z dywizem/łącznikiem (eka-bor).

## Właściwości pierwiastków teoretycznych
Dla trzech pierwotnie opracowanych przez siebie pierwiastków teoretycznych Mendelejew przewidział szereg właściwości, określił ich masę cząsteczką, wynoszącą odpowiednio 44 (lub 45), 68 i 72 (w przypadku czwartego, eka-manganu doszło do błędnego odkrycia pierwiastka i błędnego eksperymentalnego określenia jego właściwości, a informacje co do przewidywanych właściwości są sprzeczne lub niewiarygodne).
Mendelejew zakładał istnienie tlenku eka-boru o wzorze Eb2O3. Faktycznie w 1879 r. Lars Nilson odkrył tlenek nieznanego wówczas pierwiastka. Obecnie wiadomo, że odkrytym związkiem był tlenek skandu Sc2O3. Dla eka-boru zakładał on początkowo (w latach 1869–1871) masę atomową wynoszącą 44 (lub 45). W 1879 roku, już pod odkryciu tlenku skandu, masa eka-boru została ustalona na 45, przez Pera Teodora Clevepoda. Zgodnie z przewidywaniem pierwiastek był metalem. Pozostałe właściwości eka-boru i skandu nie są zbieżne. Masa skandu, który ostatecznie zastąpił eka-bor, wynosi 44,955908.
Dla eka-glinu Mendelejew w latach 1871–1875 założył szereg właściwości, które były zbieżne z właściwościowi galu.
| Właściwość                  | eka-glin      | gal          |
| --------------------------- | ------------- | ------------ |
| Masa atomowa                | ok. 68        | 69,723       |
| Gęstość                     | ok. 6,0 g/cm3 | 5,904 g/cm3  |
| Temperatura topnienia       | niska         | 29,767 °C    |
| Wzór podstawowego tlenku    | Ea2O3         | Ga2O3        |
| Gęstość podstawowego tlenku | 5,5 g/cm3     | 5,88 g/cm3   |
| Typ tlenku                  | amfoteryczny  | amfoteryczny |

Analogicznie Mendelejew w latach 1871–1885 określił właściwości eka-krzemu, spośród których szereg okazało się zbieżnymi z właściwościami germanu, jakie wykazał Clemens Winkler (odkrywca germanu),
| Właściwość                    | eka-krzem (1871-1885) | german (1887)  |
| ----------------------------- | --------------------- | -------------- |
| Masa atomowa                  | ok. 72,5 (72,64)      | 72,59          |
| Gęstość                       | ok. 5,5 g/cm3         | 5,35 g/cm3     |
| Temperatura topnienia         | wysoka                | 947 °C         |
| Barwa                         | szara                 | szara          |
| Wzór podstawowego tlenku      | EsO2                  | GeO2           |
| Gęstość podstawowego tlenku   | 4,7 g/cm3             | 4,25 g/cm3     |
| Typ tlenku                    | słabo zasadowy        | słabo zasadowy |
| Temperatura topnienia chlorku | poniżej 100 °C        | 86 °C (GeCl4)  |
| Gęstość chlorku               | 1,9 g/cm3             | 1,88 g/cm3     |